# Mockbuster
A mockbuster szó (az angol mock: „kicsúfol” és blockbuster: „kasszasiker” szavak összevonása) olyan filmeket jelöl, amelyeket kicsi, névtelen stúdiók azért készítenek, hogy egy nagy költségvetésű hollywoodi filmen ők is kasszírozzanak. 

## Sajátosságai
Jó példát jelentenek erre a műfajra a The Asylum stúdió filmjei. Gyakorlatilag ez a cég vezette be ezt a fogalmat, mivel ők indították el a mockbuster-lázat 2005-ben, az akkori Világok harca film kevés pénzből elkészített utánzatával. A mockbusterekre jellemző az is, hogy gyönge színvonalúak. (Az ilyen filmeket ZS-kategóriásoknak is szokták nevezni, utalva a minőségre.)
A mockbuster műfaj elég népszerű Amerikában, mert sokan annyira rossznak tartják ezeket a filmeket, hogy az már jó, vagyis a színvonal miatt nevetségesek. Az Asylum azóta is sok mockbustert készít, nagy sikerrel. Magyarországon is volt már bemutatója a stúdiónak, így a kifejezés hazánkban is ismert.
Számos film, bár eredetileg nem annak készül, de a mockbusterek közé tartozik, így az ún. Török Star Wars c. trashfilm is, ami külföldön csak azért kapta ezt a nevet, mert jeleneteket emelt át a Csillagok háborújából. Részben e plágium miatt lett népszerű évekkel a bemutató után, kultstátuszt is nyert.

## Példák
Pár példa mockbusterekre:
- Snakes on a Train (The Asylum) – az eredeti: Snakes on a Plane (Kígyók a fedélzeten) (New Line Cinema)
- Transmorphers (The Asylum) – az eredeti: Transformers (Hasbro/Paramount Pictures)
- I am Omega (Omega vagyok) (The Asylum) – az eredeti: I am Legend (Legenda vagyok) (Warner Bros. Pictures)
- Titanic II (The Asylum) – az eredeti: Titanic (20th Century Fox)
- Moby Dick, a fehér bálna – a Moby Dick című könyv/film Asylum-verziója